# Fundão, Portugal
Fundão är en liten stad i mellersta Portugal.
Staden har 8 369 invånare och är huvudorten i kommunen Fundão.
Kommunens befolkning uppgår till 29 213.